# Villanueva (Nicaragua)
Villanueva es un municipio del departamento de Chinandega en la República de Nicaragua.

## Geografía
El municipio limita al norte con los municipios de Somotillo y San Francisco del Norte, al sur con los municipios de Chinandega, Larreynaga y Telica, al este con los municipios de San Juan de Limay, El Sauce y Achuapa, y al oeste con el municipio de Somotillo. La cabecera municipal está ubicada a 186 kilómetros de la capital de Managua.
El municipio puede ser dividido en dos grandes zonas:
- Al Este tiene una topografía irregular con elevaciones hasta de 49 metros sobre el nivel del mar, con una amplia variedad de vegetación latifoliada.
- Al Oeste se extiende una llanura de origen pluvial con ligeras alturas de hasta 80 m; representa el 60% del territorio, explotado en la agricultura y ganadería.

El casco urbano es prácticamente plano.
El río más importante del municipio es el Aquespalapa o Río Villanueva que cruza de este a oeste, en un recorrido de 60 kilómetros. En la zona norte del municipio se encuentra el Río Negro que forma una frontera natural con el municipio de Somotillo y por el lado sur del municipio corren las aguas del Río Tecomapa que sirve como desaguadero a los desechos de un mineral de la zona.

## Historia
Los primeros datos históricos que registran la existencia de Villanueva, datan de mediados del siglo XVIII; su nombre original fue "Villa de las Navías". Después de la Independencia fue denominado como Villanueva, nombre con que fue conocido el río "Aqueslapa", término náhuatl que significa "Río que tiene mucho guapote". Villanueva fue en tiempos pasados una región minera de gran renombre y en la actualidad se ha retomado esta actividad económica.
La Iglesia de la cabecera municipal y algunos edificios son del estilo arquitectónico imperante en los siglos XVIII y XIX esta era conocida como la Catedral del Norte.
Existen lugares históricos de la época de la colonia española, como la Iglesia católica, que es una de las más antiguas del departamento de Chinandega. Se considera una obra de valor histórico y social y la Hacienda San Pedro; La hacienda San Pedro está ubicada a unos mil metros del casco urbano del municipio hacia el río al que hay que cruzarlo, la que tiene una extensión de 286 manzanas, y según cuentan sus actuales dueños el señor Ramón Obed Ochoa López y su señora esposa Urania Amalia Medal Escorcia, su primer dueño fueron españoles de la época, luego pasó a ser propiedad de la iglesia católica, luego en el año 1737 la iglesia la da en arriendo a un capitán de caballería (español) de nombre José Berroterán, por la suma de 2 pesos más la manutención del sacerdote, más pago de albañiles que en ese tiempo estaban construyendo la iglesia de Villanueva que era conocida como “Villa de las Navías”, después la hacienda San Pedro pasó a manos de un señor brasileño, el cual posteriormente la vendió a un nicaragüense de apellido García, bajo la condición de que al ser el nuevo dueño ya no la seguiría vendiendo a nadie más porque en la hacienda había un supuesto tesoro escondido.
Este municipio de Villanueva fue fundado en 1900.
En el año 1982 el ejército la obtuvo a través de una permuta, lo que permitió que el ejército popular la ocupara por varios años hasta que esta hacienda fue privatizada y adquirida por una familia viejana que posteriormente la perdieron con el banco y para el año 1995 fue adquirida mediante compra al Banco Nicaragüense por el matrimonio Ochoa Medal.
Dicen que las dos casa hacienda de esta propiedad fueron construidas en el año 1802, por lo que al año 2021 ya tienen 219 años de antigüedad, sus actuales dueños dicen que la hacienda está llena de muchas historias, cuentos y leyendas, una de ellas dice que cuando se daba la batalla de San Jacinto, entraron tropas de Honduras para apoyar a las tropas nicaragüenses y en esta hacienda hacían el cambio de sus bestias por bestias mulares y seguían avanzando en apoyo a las tropas nicaragüenses, también se cuenta que en esa hacienda trabajó el famoso “Indio Pan de Rosa” y fue precisamente en esta hacienda que tuvo amores con la mujer del mandador de ese entonces, lo que le inspiró para hacer su canción “Por una mujer casada”.

## Demografía
Villanueva tiene una población actual de 32,442 habitantes. De la población total, el 50.9% son hombres y el 49.1% son mujeres. Casi el 39% de la población vive en la zona urbana.

## Naturaleza y clima
El municipio tiene un clima tropical seco y cálido con lluvias aleatorias de verano. Pertenece a la región de occidente el clima tropical de sabana que se caracteriza por una marcada estación seca de 4 a 6 meses de duración, confinada de los meses de noviembre a abril. La precipitación varía desde un mínimo de 500 mm hasta un máximo de 2000 mm.
Las riquezas naturales de este municipio están representadas en la flora y la fauna. Existen muchas variedades de árboles latifoliados, representantes de la exuberante flora tropical diezmada en los últimos años por el incontrolable accionar del hombre.

## Localidades
Existen además del área urbana un total de 53 comarcas rurales.
- Mayocunda
- Lourdes
- La Palma
- San José de las Palancas
- Las Brisas
- La Pimienta
- Calderón
- El Obraje
- Santa Anita
- La Consulta
- Guacimitos
- Asentamiento San Ramón
- Los Tololos
- Las Genizaros
- El Zapote
- Mina de Agua
- La Concepción
- Rincon García
- Los Laureles
- Juan XXIII
- San Jerónimo
- El Platanal
- Mata de Caña
- Matapalo
- Aquespalapa
- Israel
- El Bonete
- Cayanlipe
- Cañafistola
- Villa Esperanza
- El Paujil
- Las Vegas
- El Puma
- Flor de Azalia
- Las Jolotas
- La Carreta
- La Pacaira
- San Ramón N.º 2
- Las Pilas
- El Tule
- Los Chupaderos

## Economía
La principal actividad económica es la ganadería y la agricultura. La mayor parte de la población económicamente activa se dedica al cultivo de granos básicos como: arroz, maíz, sésamo y sorgo. Las tierras municipales son en extremo fértiles, favoreciendo el cultivo de variados productos agrícolas.
En el departamento de Chinandega la planicie de Villanueva concentra una buena parte de los suelos con potencial pecuario del departamento y se caracteriza por presentar suelos de textura muy pesada (vertisoles), con topografía plana y depresional, apropiados para una actividad pecuaria intensiva de doble propósito.
Este rubro junto con la ganadería y la minería conforman las principales fuentes de empleo del municipio. En el municipio de Villanueva existe aproximadamente una cantidad de 52611 manzanas con vocación de ganadería intensiva, siendo en la actualidad subutilizadas para el pastoreo de ganado mayor principalmente (bovino y caballar) en forma extensiva. La ganadería que se practica en el municipio está dirigida a la producción de leche, carne y de doble propósito y se calcula que el rendimiento promedio es de 4 litros de leche por vaca al día.
Según estadísticas del Ministerio de Acción Social (MAS), Villanueva cuenta con 1813 productores. La organización productiva de la población está dividida en 40 cooperativas agrícolas, colectivos de trabajo y productores privados con y sin títulos de propiedad. En producción pecuaria el municipio ocupa el tercer lugar a nivel de todo el departamento de Chinandega.
Este rubro junto con la agricultura y la minería conforman las principales fuentes de empleo del municipio. De acuerdo al POAT en el municipio de Villanueva existen aproximadamente una cantidad de 52611 manzanas con vocación de ganadería intensiva, siendo en la actualidad subutilizadas para el Pastoreo de ganado mayor principalmente (Bovino y Caballar) en forma extensiva.
Industria
El municipio de Villanueva, posee un considerable potencial industrial que no está siendo explotado, como es la industrialización de las materias primas del agro: leche pasteurizada, quesos industriales, artículos de cuero, sésamo descortezado, aceite de sésamo y soya, productos cárnicos, industrialización del Jícaro, etc. En general en todos los municipios del norte de Chinandega no cuentan en la actualidad con grandes y medianas industrias.
Hoy en día a resurgido la extracción artesanal del oro que comienza con la obtención “del mineral aurífero de minas abandonadas, de afloramientos exteriores o de sedimentos fluviales. La obtención de este mineral es manual o bien, a veces, con explosivos.”
Las pequeñas industrias existentes son pequeñas cooperativas que han surgido en la última década.
Comercio
El comercio del municipio lo constituyen principalmente las pulperías, comiderias, farmacias y algunos almacenes. De manera informal se comercializa parte de la producción agropecuaria que es principalmente la ganadería de leche, cría y engorde.

## Política
El municipio tiene una cualidad, se caracteriza por ser el más seguro de Chinandega, ya que no hay presencia de pandillas, la gente es muy amable suele ser solidaria con los visitantes y demás personas en general.

## Cultura
Villanueva como muchos otros pueblos del resto de Nicaragua y América , tienen sus raíces culturales en una mezcla de lo autóctono y lo traído por los españoles, celebra sus principales fiestas del 11 al 15 de septiembre, en honor a las festividades patrias, tanto de la independencia así como la memorable batalla de San Jacinto. 

## Religión
Igualmente se celebra con mucha devoción católica las fiestas en honor al Señor de Esquipulas, que son celebradas el segundo domingo de enero y el 8 de diciembre a la Concepción de María.